# ТЕС Hathazari
22°29′30″ пн. ш. 91°48′19″ сх. д. / 22.49167° пн. ш. 91.80528° сх. д.
ТЕС Hathazari – теплова електростанція південному сході Бангладеш, яка належить державній компанії Bangladesh Power Development Board (BPDB). 
В 21 столітті на тлі стрімко зростаючого попиту у Бангладеш почався розвиток генеруючих потужностей на основі двигунів внутрішнього згоряння, які могли бути швидко змонтовані. Зокрема, в 2015-му у Hathazari почала роботу електростанція потужністю 98 МВт, яка має 11 генераторних установок Wartsila W20V32GD потужністю по 8,9 МВт. У 2018/2019 році фактична чиста паливна ефективність ТЕС становила 41,7%, при цьому фактична потужність знизилась вже до 57 МВт. 
Як паливо станція використовує нафтопродукти. 
Видача продукції відбувається по ЛЕП, розрахованій на роботу під напругою 132 кВ.